# Борромео, Беатриче
Донна Беатриче Борромео Аресе Таверна (англ. Donna Beatrice Borromeo Arese Taverna, род. 18 августа 1985 года, Сан-Кандидо) — итальянская журналистка и фотомодель.

## Биография
Борромео — дочь дона Карло Фердинандо Борромео, графа Ароны, сына Виталиано Борромео, 2-го принца Ангеры, и его давней спутницы, графини донны Паолы Марзотто. Через своего отца она состоит в родстве с Карло Борромео (1538-1584), который стал кардиналом Римско-католической церкви, архиепископом Милана и причислен к лику святых. В настоящее время семья владеет большинством островов Борромео в Лаго-Маджоре и многими другими поместьями в сельской местности Ломбардии и Пьемонта. У неё есть старший брат, Карло Людовико Борромео, который женат на Марте Ферри. И три старшие сводные сестры от брака её отца с немецкой моделью Марион Сибил Зота: Изабелла, замужем за графом Уго Брачетти Перетти; Лавиния, замужем за Джоном Элканном; Матильда, замужем за принцем Антониусом Фюрстенбергом. Бабушкой Борромео по материнской линии была модельер Марта Марзотто (урождённая Вакондио), бывшая жена графа Умберто Марзотто. Её дядя, граф Маттео Марзотто, является бывшим президентом и директором модного дома Valentino в то время, когда лейбл принадлежал группе Marzotto. Она закончила среднее образование в 2004 году в миланском лицее Классико Джованни Берше. Получила степень бакалавра права в Миланском университете Боккони в 2010 году под руководством проф. Лоренцо Куоколо. В мае 2012 года получила степень магистра журналистики в Школе журналистики Колумбийского университета.
Беатриче начала работать моделью в 2000 году, когда ей было 15 лет. Её мать доверила её своему другу Пьеро Пиацци, который работал в модельном агентстве Tomei; он положил начало её карьере модели. Затем она работала для таких брендов, как Chanel, Valentino, Trussardi, а также стала лицом Blumarine.В марте 2021 года Борромео была объявлена послом Dior в 2021 году.
Беатриче была автором статей для Newsweek и The Daily Beast в 2013 году. До этого, с момента основания газеты в 2009 году, она работала штатным репортером в Il Fatto Quotidiano. Оставалась на этой должности до 2016 года. Она появлялась во многих телевизионных шоу в Италии, начиная с Anno Zero на Rai 2, где работала в течение двух лет, с 2006 по 2008 год. Каждую неделю брала интервью в среднем у трех гостей о политическом развитии и социальном зле. В 2009 году она даже вела еженедельное шоу на Radio 105 Network. Брала интервью у Роберто Савиано для июньского номера журнала Above за 2009 год. Сняла документальный фильм «Мама мафия» о женщинах-мафиози: его предварительный просмотр был выпущен компанией Newsweek Daily Beast 31 января 2013 года. Это был её единственный фильм на английском языке. Она сняла несколько документальных фильмов на итальянском языке, начиная от таких тем, как женщины Ндрангеты, селфи-хирургия и дети Кайвано. Борромео сотрудничала с Марко Травальо и Вауро Сенези над книгой Italia Annozero (Chiarelettere, 2009).
С 2008 года Борромео становилась все более известной в бульварной прессе как подруга Пьера Казираги, младшего сына Каролины, принцессы Ганноверской. Пара поженилась на гражданской церемонии в субботу, 25 июля 2015 года, в садах Княжеского дворца Монако. Религиозная церемония состоялась 1 августа 2015 года на Изола Белла, одном из островов Борромео на озере Маджоре, Италия. Первый сын Пьера и Беатриче, Стефано Эрколе Карло, родился 28 февраля 2017 года. Их второй сын Франческо Карло Альберт родился 21 мая 2018 года.
В ноябре 2015 года она была назначена специальным посланником по правам человека для F4D.